# 35e régiment d'infanterie coloniale
Pour les articles homonymes, voir 35e régiment d'infanterie.
Le 35e régiment d'infanterie coloniale est une unité de l'armée française. C'est un régiment colonial de réserve, créé en août 1914 et rattaché au 5e régiment d'infanterie coloniale.

## Drapeau du régiment
Il porte les inscriptions:
- La Somme 1916
- MONASTIR 1917

## Première Guerre mondiale

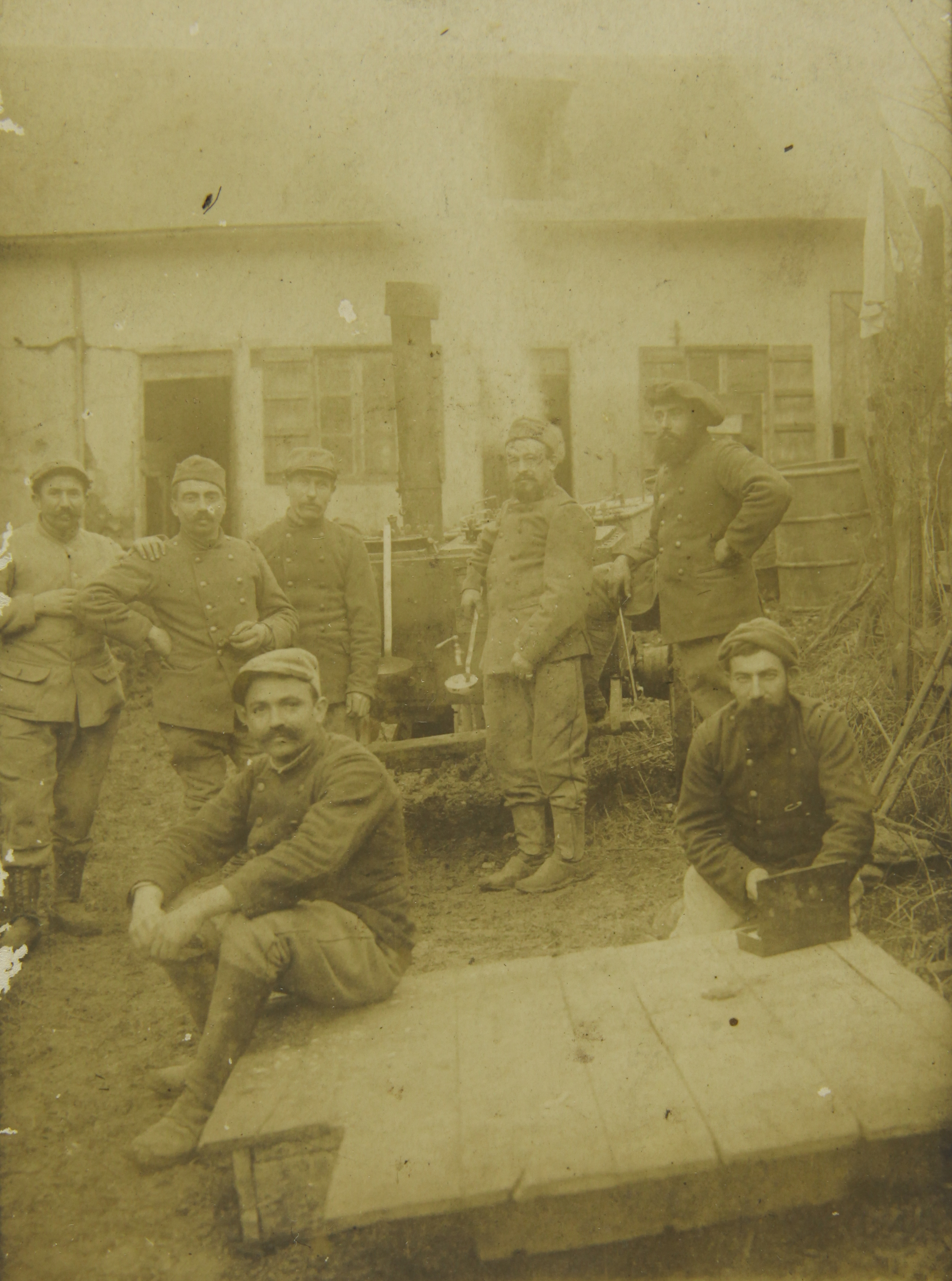
Janvier 1915, cuisine roulante.

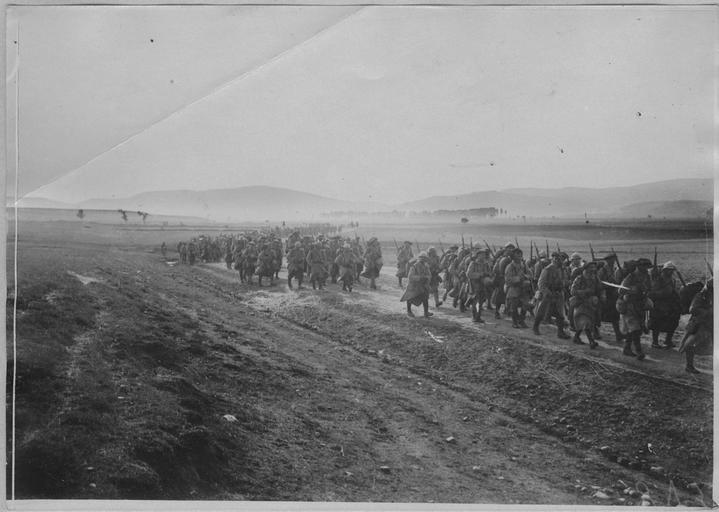
Octobre 1916 à Monastir, Serbie.

### Affectation et rattachement
Création et casernement en 1914 à Lyon
Il est affecté à :
- 137e brigade d'infanterie, 64e division d'infanterie d'août 1914 à juin 1915
- 16e division d'infanterie coloniale de juin 1915 à novembre 1916
- 11e division d'infanterie coloniale de novembre 1916 à novembre 1918.

### Historique

#### 1914
Les Défaites en Lorraine
Bataille de FLIREY - RICHECOURT (27 septembre 1914 - 15 octobre 1914) percée allemande (armée du Kronprinz) aboutissant à la "hernie de SAINT MIHIEL" (Côtes de Meuse)
Les Victoires de Lorraine :
- Signal de Xon
- Norroy

#### 1915
Woevre :
- Avril à juillet : Bois-le-Prêtre

#### 1916
Bataille de la Somme
- 1er juillet : Frise
- 10 juillet - 21 août : Biaches, Barleux

Le 10 novembre 1916, le 5e bataillon du 36e régiment d'infanterie coloniale, passe au 35e régiment d'infanterie coloniale et devient 7e bataillon.

#### 1917
Armée française d'Orient :
- 16 mars : Kir Kilissé
- 16 mai : Piton Rocheux

#### 1918
Serbie
- 14 septembre : rive droite de la Cerna

## Personnalités ayant servi au régiment
- Edmond Louveau (1895-1973), résistant français, Compagnon de la Libération.

## Sources et bibliographie
- Historique du 35e régiment d'infanterie coloniale : campagne 1914-1918, Paris, Chapelot, 78 p., lire en ligne sur Gallica.